# Nati nel 1951/Aprile
| Questa pagina contiene informazioni ricavate automaticamente dalle voci biografiche con l'ausilio del template Bio e di un bot. L'aggiornamento è periodico e automatico e ricostruisce completamente la pagina. Se manca una persona in questa lista, sei pregato di non aggiungerla, ma accertati piuttosto che la sua voce biografica contenga il template Bio e che i dati anagrafici siano correttamente compilati. Se il template Bio manca, inseriscilo tu stesso o, in alternativa, metti l'avviso {{tmp\|Bio}} che ne segnala la mancanza. Se i dati riportati sono sbagliati, correggi direttamente la voce biografica; le modifiche saranno visibili in questa lista entro pochi giorni. Per chiarimenti vedi il progetto biografie. La lista contiene solo le 231 persone che sono citate nell'enciclopedia e per le quali è stato implementato correttamente il template Bio. Pagina aggiornata al 10 lug 2025. |

- 1º aprile - John Abizaid, generale statunitense
- 1º aprile - Tim Bassett, cestista statunitense († 2018)
- 1º aprile - Rolf Biland, pilota motociclistico svizzero
- 1º aprile - Francesco Mallardo, mafioso italiano († 2025)
- 1º aprile - Sebastiano Occhino, cantautore e compositore italiano
- 1º aprile - Ogawa Tomoko, goista giapponese († 2019)
- 2 aprile - Georges Ibrahim Abdallah, attivista libanese
- 2 aprile - Dave Gillett, ex calciatore scozzese
- 2 aprile - Erwin Hadewicz, ex calciatore, dirigente sportivo e allenatore di calcio tedesco
- 2 aprile - Edo Rossi, politico e sindacalista italiano († 2021)
- 2 aprile - Moriteru Ueshiba, artista marziale giapponese
- 2 aprile - Sergio Valzania, giornalista, autore televisivo e storico italiano
- 3 aprile - Peggy Kopp, modella venezuelana
- 3 aprile - Michael Laskin, attore e insegnante statunitense
- 3 aprile - Bruno Mayer, ex calciatore italiano
- 3 aprile - Armando Toracca, pilota motociclistico italiano
- 3 aprile - Chris Turner, allenatore di calcio e calciatore inglese († 2015)
- 4 aprile - Lucio d'Alessandro, sociologo e scrittore italiano
- 4 aprile - Begoña Ameztoy, pittrice e scrittrice spagnola
- 4 aprile - Takanori Arisawa, compositore e arrangiatore giapponese († 2005)
- 4 aprile - Francesco De Gregori, cantautore e musicista italiano
- 4 aprile - John Hannah, giocatore di football americano statunitense
- 4 aprile - Tom Jackson, ex giocatore di football americano statunitense
- 4 aprile - Don Lavoie, economista statunitense († 2001)
- 4 aprile - Paolo Piras, ex calciatore italiano
- 5 aprile - José Carrete, ex calciatore spagnolo
- 5 aprile - Silvia Di Natale, scrittrice, artista e sociologa italiana
- 5 aprile - Evgenij Gavrilenko, ostacolista sovietico
- 5 aprile - Piotr Langosz, ex cestista e allenatore di pallacanestro polacco
- 5 aprile - Mercedes Milá, giornalista spagnola
- 5 aprile - Maurizio Migliavacca, politico italiano
- 5 aprile - Ubolratana Rajakanya di Thailandia, principessa thailandese
- 6 aprile - Bert Blyleven, ex giocatore di baseball olandese
- 6 aprile - Jean-Marc Boivin, alpinista, scialpinista e paracadutista francese († 1990)
- 6 aprile - Hilda Heine, politica marshallese
- 6 aprile - Tullio Locatelli, presbitero italiano
- 6 aprile - Pascal Rogé, pianista francese
- 7 aprile - Vladimir Arzamaskov, cestista sovietico († 1986)
- 7 aprile - Bob Berg, sassofonista statunitense († 2002)
- 7 aprile - Jean-Louis Borloo, politico francese
- 7 aprile - Francesco Chirilli, politico italiano
- 7 aprile - Hans Estner, ex biatleta tedesco occidentale
- 7 aprile - Janis Ian, cantante, musicista e scrittrice statunitense
- 7 aprile - Bo Lamar, ex cestista statunitense
- 7 aprile - Virgil, wrestler statunitense († 2024)
- 7 aprile - Sima Wali, attivista afghana († 2017)
- 7 aprile - John Ward, ex calciatore e allenatore di calcio inglese
- 8 aprile - Franco Conti, ex ciclista su strada italiano
- 8 aprile - Anna Furlan, politica italiana
- 8 aprile - Luisa Gavasa, attrice spagnola
- 8 aprile - Geir Hilmar Haarde, politico islandese
- 8 aprile - Francesco Merlo, giornalista e scrittore italiano
- 8 aprile - Juha Piironen, ex copilota di rally finlandese
- 8 aprile - Joan Sebastian, cantautore messicano († 2015)
- 9 aprile - Jesús Alvarado, cestista statunitense († 2020)
- 9 aprile - Anson Dorrance, allenatore di calcio e ex calciatore statunitense
- 9 aprile - Marta Flavi, conduttrice televisiva italiana
- 9 aprile - Danny McKnight, ex militare statunitense
- 9 aprile - Maria Nichiforov, canoista rumena († 2022)
- 9 aprile - Lucia Ragni, attrice e regista teatrale italiana († 2016)
- 9 aprile - Stefan Szczesny, pittore tedesco
- 9 aprile - Bruno Zanin, attore, giornalista e scrittore italiano († 2024)
- 10 aprile - Juan Ignacio Arrieta Ochoa de Chinchetru, vescovo cattolico spagnolo
- 10 aprile - Kork Ballington, pilota motociclistico sudafricano
- 10 aprile - Peter Bernstein, compositore e direttore d'orchestra statunitense
- 10 aprile - Earl Alfred Boyea, vescovo cattolico statunitense
- 10 aprile - Cosimo Cannito, politico e medico italiano
- 10 aprile - Hans Fagius, organista svedese
- 10 aprile - Antonio Pigino, allenatore di calcio e ex calciatore italiano
- 11 aprile - Joseph Aké Yapo, arcivescovo cattolico ivoriano
- 11 aprile - Gerry Becker, attore statunitense († 2019)
- 11 aprile - Jay Benedict, attore e doppiatore statunitense († 2020)
- 11 aprile - Gianni Franco, attore italiano
- 11 aprile - Lucia Gaddo Zanovello, poetessa italiana
- 11 aprile - Morris Lorenzo Ghezzi, giurista, sociologo e filosofo italiano († 2017)
- 11 aprile - Jim Holton, calciatore scozzese († 1993)
- 11 aprile - Valter Zanetta, politico e ingegnere italiano
- 12 aprile - Peter Liu Cheng-chung, arcivescovo cattolico taiwanese
- 12 aprile - Cheik Diallo, allenatore di calcio e ex calciatore maliano
- 12 aprile - Riccardo Faini, economista e giornalista italiano († 2007)
- 12 aprile - Raven Grimassi, scrittore statunitense († 2019)
- 12 aprile - Aleksandr Machovikov, ex calciatore sovietico
- 12 aprile - Tom Noonan, attore statunitense
- 12 aprile - Erminio Quartiani, politico italiano
- 12 aprile - Tim Walberg, politico statunitense
- 13 aprile - Ivano Bordon, ex calciatore e allenatore di calcio italiano
- 13 aprile - Peabo Bryson, cantante statunitense
- 13 aprile - Peter Davison, attore britannico
- 13 aprile - Kaci Kullmann Five, politica norvegese († 2017)
- 13 aprile - Júlio César Leal, allenatore di calcio brasiliano
- 13 aprile - Jack Quinn, politico statunitense
- 13 aprile - Neil Rioch, ex calciatore inglese
- 13 aprile - Joachim Streich, calciatore e allenatore di calcio tedesco orientale († 2022)
- 13 aprile - Max Weinberg, batterista statunitense
- 14 aprile - Nino Castellini, pugile italiano († 1976)
- 14 aprile - Mauro Dragoni, politico italiano († 2006)
- 14 aprile - Julian Lloyd Webber, violoncellista britannico
- 14 aprile - Adelio Moro, allenatore di calcio e ex calciatore italiano
- 14 aprile - Lena Sollander, ex sciatrice alpina svedese
- 14 aprile - Terje Tysland, cantante norvegese
- 14 aprile - Phankham Viphavanh, politico laotiano
- 14 aprile - Gregory Paul Winter, biochimico britannico
- 15 aprile - Larry W. Esposito, astronomo statunitense
- 15 aprile - Marsha Ivins, ex astronauta statunitense
- 15 aprile - Kang Byung-chan, calciatore sudcoreano († 2002)
- 15 aprile - Dick Maas, regista, sceneggiatore e produttore cinematografico olandese
- 15 aprile - Bill MacCormick, bassista e compositore britannico
- 15 aprile - Jim Milisavljevic, calciatore australiano († 2022)
- 15 aprile - Gaetano Pascarella, politico italiano
- 15 aprile - John Lynch Phillips, ex astronauta statunitense
- 15 aprile - Chōei Satō, allenatore di calcio e ex calciatore giapponese
- 15 aprile - Beatrix Schuba, ex pattinatrice artistica su ghiaccio e dirigente sportiva austriaca
- 15 aprile - Paul Snider, fotografo canadese († 1980)
- 15 aprile - Joseph Tommasi, politico statunitense († 1975)
- 16 aprile - Roberto Allievi, imprenditore e dirigente sportivo italiano
- 16 aprile - Bobby Almond, ex calciatore inglese
- 16 aprile - Joseph Borguet, ex ciclista su strada belga
- 16 aprile - Andrea Cisco, ex calciatore italiano
- 16 aprile - Wendell Hudson, ex cestista e allenatore di pallacanestro statunitense
- 16 aprile - Takazumi Katayama, pilota motociclistico giapponese
- 16 aprile - Gabriela Kiliánová, etnologa slovacca
- 16 aprile - Mario Pezzella, filosofo, saggista e scrittore italiano
- 16 aprile - Bill Walker, politico statunitense
- 16 aprile - Alessandro Zanin, ex calciatore italiano
- 17 aprile - Eduardo Carletti, scrittore e editore argentino
- 17 aprile - Bindu, attrice indiana
- 17 aprile - Antonio Di Rosa, giornalista italiano
- 17 aprile - Julio César Franco, politico e medico paraguaiano
- 17 aprile - Horst Hrubesch, allenatore di calcio, dirigente sportivo e ex calciatore tedesco
- 17 aprile - Ivan Kolev, ex lottatore bulgaro
- 17 aprile - Joachim Linnemann, ex cestista tedesco
- 17 aprile - Jan Mattsson, ex calciatore svedese
- 17 aprile - Olivia Hussey, attrice argentina († 2024)
- 17 aprile - Carlo Pelanda, politologo e economista italiano
- 17 aprile - Börje Salming, hockeista su ghiaccio svedese († 2022)
- 17 aprile - Pam Teeguarden, ex tennista statunitense
- 17 aprile - Paolo Tuttino, allenatore di calcio e ex calciatore italiano
- 17 aprile - George Weigel, filosofo e scrittore statunitense
- 18 aprile - Luis Llosa, regista peruviano
- 18 aprile - Gwen Moore, politica statunitense
- 18 aprile - Péter Török, calciatore ungherese († 1987)
- 18 aprile - Gerdi Verbeet, politica olandese
- 19 aprile - Jan Bachleda, sciatore alpino polacco († 2009)
- 19 aprile - Erik Brakstad, allenatore di calcio e ex calciatore norvegese
- 19 aprile - Barry Brown, attore statunitense († 1978)
- 19 aprile - Jóannes Eidesgaard, politico faroese
- 19 aprile - Klaus Happacher, ex sciatore alpino italiano
- 19 aprile - Marisa Laurito, attrice, cabarettista e conduttrice televisiva italiana
- 19 aprile - Pierre Lemaitre, scrittore francese
- 19 aprile - Jack McClelland, giocatore di poker e dirigente sportivo statunitense
- 19 aprile - Claudio Turella, ex calciatore italiano
- 19 aprile - Eduardo Viveiros de Castro, antropologo brasiliano
- 20 aprile - Amos Benevelli, ex cestista italiano
- 20 aprile - Alan Buckley, allenatore di calcio e ex calciatore inglese
- 20 aprile - Carmine De Santis, politico e poliziotto italiano († 2000)
- 20 aprile - Louise Jameson, attrice britannica
- 20 aprile - Luther Vandross, cantautore statunitense († 2005)
- 21 aprile - Tony Danza, attore e ex pugile statunitense
- 21 aprile - Jean-Pierre e Luc Dardenne, regista e sceneggiatore belga
- 21 aprile - Maria Del Zompo, medico e docente italiana
- 21 aprile - Michael Freedman, matematico statunitense
- 21 aprile - Mario Gasbarri, politico italiano († 2012)
- 21 aprile - Kim Young-ae, attrice sudcoreana († 2017)
- 21 aprile - Aleksandr Ivanovič Lavejkin, cosmonauta sovietico
- 21 aprile - Assunta Meloni, politica sammarinese
- 21 aprile - Silvano Moffa, politico e giornalista italiano
- 21 aprile - Piotr Mowlik, ex calciatore polacco
- 21 aprile - Giuseppe Saro, politico e agronomo italiano
- 21 aprile - Randy Wiel, ex cestista e allenatore di pallacanestro statunitense
- 21 aprile - Vladimir Nikolaevič Šašenok, ingegnere sovietico († 1986)
- 22 aprile - Robin Bartlett, attrice statunitense
- 22 aprile - Paul Carrack, musicista e cantautore britannico
- 22 aprile - Glen Johnson, ex calciatore canadese
- 22 aprile - Sergio Santoro, ex magistrato italiano
- 22 aprile - Ana María Shua, scrittrice argentina
- 22 aprile - Vladimír Špidla, politico ceco
- 23 aprile - Giorgio Brandolin, politico italiano
- 23 aprile - Mauro Del Bue, politico, giornalista e storico italiano
- 23 aprile - Tor Fuglset, ex calciatore norvegese
- 23 aprile - Gaston Kaboré, regista cinematografico burkinabé
- 23 aprile - Walter Ombre, ex cestista olandese
- 23 aprile - Shehbaz Sharif, politico pakistano
- 24 aprile - Ron Arad, designer e artista israeliano
- 24 aprile - Christian Bobin, scrittore e poeta francese († 2022)
- 24 aprile - Roberto Camilleri Azzopardi, vescovo cattolico e missionario maltese († 2023)
- 24 aprile - Nicola Costantino, ingegnere e dirigente pubblico italiano
- 24 aprile - Boulou Ferré, chitarrista e compositore francese
- 24 aprile - Enda Kenny, politico irlandese
- 24 aprile - László Kovács, calciatore ungherese († 2017)
- 24 aprile - Steven Lisberger, regista, produttore cinematografico e sceneggiatore statunitense
- 24 aprile - Adelchi Malaman, ex calciatore italiano
- 24 aprile - Giorgio Valmassoi, ex calciatore italiano
- 25 aprile - Giacomo D'Apollonio, politico e generale italiano
- 25 aprile - Christian Le Bartz, cantante francese († 2025)
- 25 aprile - José López, ex calciatore messicano
- 25 aprile - Tadeusz Rutkowski, ex sollevatore polacco
- 25 aprile - Werner Schraut, sollevatore tedesco occidentale († 2018)
- 25 aprile - João Soares, ex tennista brasiliano
- 26 aprile - Steve Nelson, ex giocatore di football americano statunitense
- 26 aprile - Santiago Ojeda, ex calciatore peruviano
- 26 aprile - Kaoru Shintani, fumettista giapponese
- 26 aprile - Erwin Stoff, produttore cinematografico romeno
- 26 aprile - Tito Valverde, attore spagnolo
- 27 aprile - Josean Báez, ex cestista portoricano
- 27 aprile - Hülya Darcan, attrice turca
- 27 aprile - Ace Frehley, chitarrista statunitense
- 27 aprile - Gary Huff, ex giocatore di football americano statunitense
- 27 aprile - Jim Justice, politico e imprenditore statunitense
- 27 aprile - Hernán Morales, ex calciatore costaricano
- 27 aprile - Silvano Natale, militare italiano († 1992)
- 27 aprile - Viviane Reding, politica lussemburghese
- 27 aprile - Marina Sbardella, giornalista e dirigente sportiva italiana
- 27 aprile - Freundel Stuart, politico barbadiano
- 27 aprile - Pietro Trifone, linguista italiano
- 28 aprile - Damião Vaz d'Almeida, politico saotomense
- 28 aprile - Deodato Scanderebech, politico italiano
- 28 aprile - Silvi Vrait, cantante estone († 2013)
- 29 aprile - Vinicius Cantuaria, cantante, compositore e polistrumentista brasiliano
- 29 aprile - Patrick Chabal, storico e africanista britannico († 2014)
- 29 aprile - Roberto Colombo, tastierista, arrangiatore e produttore discografico italiano
- 29 aprile - Ellen Crawford, attrice statunitense
- 29 aprile - Jean-Pierre Delville, vescovo cattolico, storico e teologo belga
- 29 aprile - Dale Earnhardt, pilota automobilistico statunitense († 2001)
- 29 aprile - Ulises Antonio Gutiérrez Reyes, arcivescovo cattolico venezuelano
- 29 aprile - John Holmes, diplomatico inglese
- 29 aprile - Pietro Ribisi, mafioso italiano († 2012)
- 29 aprile - Won Yeong-ja, ex cestista sudcoreana
- 30 aprile - Samura Kamara, politico e economista sierraleonese
- 30 aprile - Craig Lucas, attore, sceneggiatore e drammaturgo statunitense
- 30 aprile - Giovanni Papini, allenatore di pallacanestro italiano († 2009)
- 30 aprile - Alberto Simioni, fumettista italiano († 1990)